# Barbara Lynn

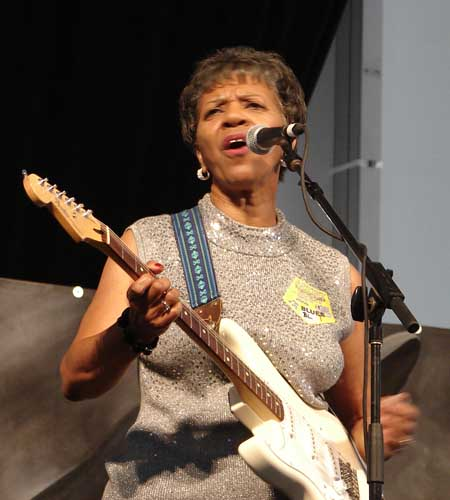
Barbara Lynn (2008)

Barbara Lynn, geboren als Barbara Lynn Ozen, (* 16. Januar 1942 in Beaumont, Texas), ist eine US-amerikanische Rhythm-and-Blues-Sängerin, Gitarristin und Songschreiberin.

## Musikalische Laufbahn
Lynn begann schon als Kind Klavier zu spielen, wechselte später aber zum Gitarrenspiel, das sie während ihrer gesamten Karriere linkshändig ausübte. Bei ihren frühen öffentlichen Auftritten gewann sie mehrere Talentwettbewerbe. Als Jugendliche gründete sie eine Mädchenband, die sich „Bobbie Lynn and Her Idols“ nannte. Mit ihr trat sie, noch als Schülerin, in lokalen Clubs und Kneipen auf und fiel dabei dem Sänger Joe Barry auf, der sie dem Produzenten Huey Meaux empfahl. 
Zunächst nahm Meaux mit Lynn 1961 eine Single bei seiner eigenen kleinen Plattenfirma Eric auf. Als er 1962 zu Jamie Records wechselte, vermittelte er Lynn dort einen Plattenvertrag und produzierte mit ihr den von ihr selbst geschriebenen Song You’ll Lose a Good Thing. Dieser wurde im Mai 1962 veröffentlicht und wurde zu Lynn größtem Plattenerfolg. Er stieg in den Hot 100 des US-Musikmagazins Billboard bis auf Platz acht und erreichte in den Rhythm-and-Blues-Charts (R&B) den Spitzenrang. Bis 1971 konnte sich Lynn insgesamt mit zehn Titeln in den US-Charts platzieren, die meisten dieser Songs hatte sie selbst geschrieben. Im Jahr 1966 legte sie eine Pause ein, um danach 1967 vier Singles bei dem Meaux-eigenen Label Tribe aufzunehmen. Diese blieben erfolglos, und daher wechselte Lynn Ende des Jahres zu der großen Plattenfirma Atlantic Records, arbeitete aber weiter mit Meaux als Produzenten. 1969 heiratete Lynn und unterbrach wegen der Geburt ihrer drei Kinder für mehrere Jahre ihre Karriere. Nachdem ihr Vertrag bei Atlantik 1972 ausgelaufen war, nahm sie bis 1976 noch ein paar Singles bei dem kleinen Label Jetstream auf und beendete vorerst 1976 ihre Plattenkarriere. Von ihrem Wohnsitz Los Angeles aus trat sie gelegentlich in Klubs der näheren Umgebung auf. 
1984 gab Lynn ihrer Laufbahn mit einer Tournee durch Japan einen neuen Schub. Dort entstand das Live-Album You Don’t Have to Go, das später auch in den USA veröffentlicht wurde. Bis in die frühen 1990er Jahre gab sie weitere Konzerte, die sie auch nach Europa führten. Nachdem ihr Mann gestorben war, kehrte sie zu ihrem Geburtsort Beaumont zurück. Ab 1994 erschienen noch einige weitere Studio-Alben mit Barbara Lynn. 1999 erhielt sie den Pioneer Award der Rhythm and Blues Foundation.

## Diskografie

### Alben
| Titel                        | Katalog-Nr.    | veröffentl. |
| ---------------------------- | -------------- | ----------- |
| You’ll Lose a Good Thing     | Jamie 3023     | 1963        |
| The Best of Barbara Lynn     | Jamie 3030     | 1963        |
| Sister of Soul               | Jamie ...      | 1964        |
| Here Is Barbara Lynn         | Atlantic 8171  | 1968        |
| Promises                     | Phantasm       | 1999        |
| Blues & Soul Situation       | Dialton        | 2004        |
| Hot Night Tonight            | Antone's       | 2007        |
| Live in Japan                | Mis            | 2008        |
| Jamie Singles Collection     | Guyde          | 2008        |
| Here Is Barbara Lynn         | Water          | 2009        |
| It Ain’t Good to Be Too Good | Great American | 2010        |
| A Good Woman                 | Kent           | 2011        |
| You’ll Lose a Good Thing     | Traditions     | 2013        |

### Singles
| A / B-Seite                                                | Katalog-Nr. | veröffentl. |
| ---------------------------------------------------------- | ----------- | ----------- |
|                                                            | Eric        |             |
| Give Me a Break / Dina and Patrina                         | 7004        | 1961        |
|                                                            | Jamie       |             |
| You’ll Lose a Good Thing / Lonely Heartache                | 1220        | 5/1962      |
| Second Fiddle Girl / Letter to Mommy and Daddy             | 1233        | 8/1962      |
| You’re Gonna Need Me / I’m Sorry I Met You                 | 1240        | 11/1962     |
| Don’t Be Cruel / You Can’t Be Satisfied                    | 1244        | 2/1963      |
| To Love or Not to Love / Promises                          | 1251        | 5/1963      |
| Laura’s Wedding / You Better Stop                          | 1260        | 7/1963      |
| Everybody Loves Somebody / Dedicate the Blues to Me        | 1265        | 10/1963     |
| Money / Jealous Love                                       | 1269        | 1/1964      |
| Oh! Baby / Unfair                                          | 1277        | 4/1964      |
| Don’t Spread It Around / Let Her Knock Herself Out         | 1286        | 1964        |
| It’s Better to Have It / People Gonna Talk                 | 1292        | 1964        |
| Just Lay It on the Line / Careless Hands (& Lee Maye)      | 1295        | 1965        |
| Keep on Pushing Your Luck / I’ve Taken All I’m Gonna Take  | 1297        | 5/1965      |
| Can’t Buy Me Love / That’s What Friends Are For            | 1301        | 8/1965      |
| All I Need Is Your Love / You’re Gonna Be Sorry            | 1304        | 11/1965     |
|                                                            | Tribe       |             |
| I’m a Good Woman / Running Back                            | 8316        | 7/1967      |
| You Left the Water Running / Until I’m Free                | 8319        | 9/1967      |
| Watch the One / Club A-Go-Go                               | 8322        | 2/1967      |
| New Kind of Love / I Don’t Want a Playboy                  | 8324        | 7/1967      |
|                                                            | Atlantic    |             |
| Ring Telephone Ring / This Is the Thanks I Get             | 2450        | 11/1967     |
| You’re Losing Me / Why Can’t You Love Me                   | 2513        | 5/1968      |
| You’re Gonna See a Lot More / Love Ain’t Never Hurt Nobody | 2553        | 9/1968      |
| People Like Me / He Ain’t Gonna Do Right                   | 2585        | 12/1968     |
| I’ll Suffer / Take Your Love and Run                       | 2812        | 1971        |
| Nice & Easy / I'm a One Man Woman                          | 2853        | 12/1971     |
| You Better Quit It / You’re Too Hot to Hold                | 2880        | 5/1972      |
| You Make Me So Hot / It Ain’t Good to Be Too Good          | 2931        | 1/1973      |
|                                                            | Jetstream   |             |
| Give Me a Break / Dina & Patrina                           | 726         | ?           |
| I’ll Suffer / Take Your Love and Run                       | 804         | 1975        |
| Nice and Easy / You Better Quit It                         | 811         | 1975        |
| Takin’ His Love Away / How You Think                       | 828         | 1975        |
| Disco Music / Movin’ on a Groove                           | 829         | 1976        |

## Chartplatzierungen
Singles

| Jahr | Titel Album                          | Höchstplatzierung, Gesamtwochen, AuszeichnungChartplatzierungen (Jahr, Titel, Album, Platzierungen, Wochen, Auszeichnungen, Anmerkungen) | Höchstplatzierung, Gesamtwochen, AuszeichnungChartplatzierungen (Jahr, Titel, Album, Platzierungen, Wochen, Auszeichnungen, Anmerkungen) | Anmerkungen |
| Jahr | Titel Album                          | US | R&B | Anmerkungen |
| ---- | ------------------------------------ | --- | --- | ----------- |
| 1962 | You’ll Lose a Good Thing             | US8 (13 Wo.)US | R&B1 (15 Wo.)R&B |             |
| 1962 | Second Fiddle Girl                   | US63 (8 Wo.)US | — |             |
| 1962 | You’re Gonna Need Me                 | US65 (6 Wo.)US | R&B13 (6 Wo.)R&B |             |
| 1963 | Don’t Be Cruel                       | US93 (4 Wo.)US | — |             |
| 1963 | Laura’s Wedding                      | US68 (8 Wo.)US | — |             |
| 1964 | Oh! Baby (We Got A Good Thing Goin’) | US69 (8 Wo.)US | R&B19 (7 Wo.)R&B |             |
| 1965 | It’s Better to Have It               | US95 (2 Wo.)US | R&B26 (2 Wo.)R&B |             |
| 1966 | You Left the Water Running           | — | R&B42 (3 Wo.)R&B |             |
| 1965 | This Is the Thanks I Get             | US65 (2 Wo.)US | R&B39 (6 Wo.)R&B |             |
| 1971 | I’ll Suffer                          | — | R&B31 (9 Wo.)R&B |             |